# Tripogandra
Tripogandra ist eine Pflanzengattung aus der Familie der Commelinagewächse (Commelinaceae). Der botanische Name der Gattung leitet sich von den griechischen Worten tri- für ‚drei‘, pogon für ‚Bart‘ sowie aner, andros für ‚Mann‘ bzw. ‚Anthere‘ ab und verweist darauf, dass die Typusart drei bärtige und drei kahle Staubblätter hat.

## Beschreibung

### Vegetative Merkmale
Die Tripogandra-Arten sind einjährige oder ausdauernde krautige Pflanzen, die aufrecht oder niederliegend wachsen und nur selten klettern. Knollen werden nicht ausgebildet. Die wechselständig angeordneten Laubblätter sind eiförmig, schmal eiförmig, länglich lanzettlich oder manchmal linealisch.

### Generative Merkmale
Der Blütenstand ist bifacial gepaart. Die vereinigten Wickel werden nicht von einer sichtbaren Braktee getragen, sondern von einem gemeinsamen Stiel. Paarige Wickel sind einzeln oder verschiedenartig gebüschelt.
Die zwittrigen Blüten sind zygomorph und dreizählig. Ihre drei Kelchblätter sind nicht miteinander verwachsen. Die drei weißen oder rosafarbenen Kronblätter sind ebenfalls nicht miteinander verwachsen. Es sind zwei Kreise mit je drei Staubblätter vorhanden; sie sind zweigestaltig. Die des äußeren Kreises sind meist fruchtbar und kürzer, ihre Staubfäden sind kahl oder bärtig und die Konnektive schmal. Die Staubblätter des inneren Kreises sind länger, fruchtbar oder staminodial, ihre Staubfäden sind gebogen und stehen so aufrecht vor der Vorderseite der oberen Kronblätter. Sie sind kahl oder unterschiedlich bärtig und die Konnektive unterschiedlich ausgebildet. Der Fruchtknoten ist dreifächrig und jedes Fach enthält zwei Samenanlagen.
Die Früchte sind Kapselfrüchte. Die Samen besitzen ein punktförmiges bis linealisches Hilum und dorsale Embryotega.

## Systematik und Verbreitung
Die Erstbeschreibung von Tripogandra wurde 1837 durch Constantine Samuel Rafinesque veröffentlicht. Synonyme von Tripogandra Raf. sind: Descantaria Schltdl., Donnellia C.B.Clarke ex Donn.Sm. nom. illeg., Neodonnellia Rose.
Die Gattung Tripogandra ist in der Neotropis verbreitet.
Die Gattung Tripogandra umfasst folgende Arten:

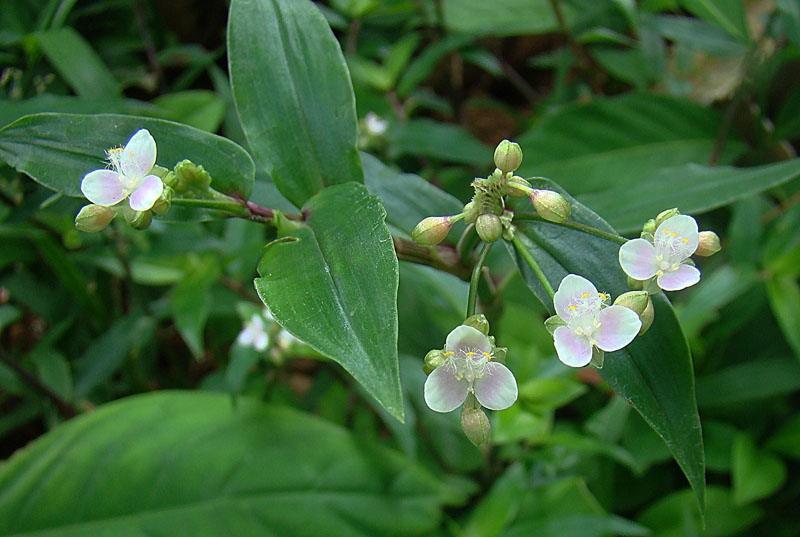
Tripogandra serrulata

- Tripogandra amplexans Handlos: Sie kommt in Mexiko vor.
- Tripogandra amplexicaulis (Klotzsch ex C.B.Clarke) Woodson: Sie ist von Mexiko bis Zentralamerika verbreitet.[3]
- Tripogandra angustifolia (B.L.Rob.) Woodson: Sie ist von Mexiko bis Guatemala verbreitet.[3]
- Tripogandra brasiliensis Handlos: Sie kommt im östlichen Brasilien vor.
- Tripogandra disgrega (Kunth) Woodson: Sie ist von Mexiko bis Honduras verbreitet.
- Tripogandra diuretica (Mart.) Handlos: Sie ist von Brasilien, Bolivien, Paraguay, Uruguay bis ins nordöstliche Argentinien verbreitet.[3]
- Tripogandra elata D.R.Hunt: Sie ist in Brasilien verbreitet.
- Tripogandra encolea (Diels) J.F.Macbr.: Sie ist von Bolivien über Ecuador bis Peru verbreitet.
- Tripogandra glandulosa (Seub.) Rohweder: Das Verbreitungsgebiet reicht von Trinidad über Venezuela bis ins nördliche Argentinien.[3]
- Tripogandra grandiflora (Donn.Sm.) Woodson: Sie ist vom südöstlichen Mexiko bis Guatemala.[3]
- Tripogandra guerrerensis Matuda: Sie kommt im südwestlichen Mexiko vor.
- Tripogandra ionantha (Diels) J.F.Macbr.: Sie kommt im südöstlichen Peru vor.
- Tripogandra kruseana Matuda: Sie kommt nur im mexikanischen Bundesstaat Guerrero vor.[3]
- Tripogandra montana Handlos: Sie ist vom südlichen Mexiko bis Honduras verbreitet.
- Tripogandra multiflora (Sw.) Raf. (Syn.: Tripogandra parviflora (Ruiz & Pav.) Steyerm.): Sie ist von Mexiko über Zentralamerika bis zum nordwestlichen Argentinien verbreitet und kommt in Jamaika sowie Tobago vor.
- Tripogandra neglecta Handlos: Sie kommt nur im brasilianischen Bundesstaat Minas Gerais vor.
- Tripogandra palmeri (Rose) Woodson: Sie ist in Mexiko verbreitet.
- Tripogandra purpurascens (S.Schauer) Handlos: Es gibt zwei Unterarten:[3]
  - Tripogandra purpurascens subsp. purpurascens: Sie ist von Mexiko bis Zentralamerika verbreitet.[3]
  - Tripogandra purpurascens subsp. australis Handlos: Sie ist vom südlichen Bolivien bis zum nordwestlichen Argentinien verbreitet.[3]
- Tripogandra saxicola (Greenm.) Woodson: Sie ist in Mexiko verbreitet.
- Tripogandra serrulata (Vahl) Handlos: Sie ist in der Neotropis verbreitet.
- Tripogandra silvatica Handlos: Sie kommt nur im mexikanischen Bundesstaat Veracruz vor.
- Tripogandra warmingiana (Seub.) Handlos: Sie ist in Brasilien verbreitet.

## Nachweise

## Weiterführende Literatur
- Wayne Larry Handlos: The Taxonomy of Tripogandra (Commelinaceae). In: Rhodora. Band 77. 1975, S. 213–333 (online).